# Tribunal de cassació
El Tribunal de cassació en molts països que tenen un sistema jurídic inspirat pel Codi napoleònic és el tribunal suprem. Aplica la «cassació»: l'anul·lació de sentències judicials definitives dictades pels tribunals ordinaris, consell suprem de justícia militar o per àrbitres perquè no són conformes a la llei, infringeixin les garanties processals fonamentals o per error en l'apreciació de les proves. En principi no jutja el fons, sinó només la forma del plet al tribunal d'instància. Quan cassa una sentència, nomina un altre tribunal que ha de refer el plet. A Europa, abans de la creació del Tribunal Europeu de Drets Humans supranacional, era el darrer recurs possible.
El sistema existeix a França, Bèlgica, Itàlia, Luxemburg i altres països europeus. A l'Estat Espanyol, segons el cas, el Tribunal Suprem o els tribunals superiors de les comunitats autònomes actuen com a tribunal de cassació. A Catalunya el recurs de cassació és la via prioritària d'accés al Tribunal Superior de Justícia de Catalunya dels assumptes civils regits pel dret català.